# デジアイ
デジアイ（ロートデジアイ）とは、ロート製薬から2014年より発売されている製品（目薬）の名称。

## 効能
ブルーライトによる目の疲れに効く目薬で、ブルーライトを多く発するスマートフォンやパソコンなどの液晶画面による目の疲れに効く目薬ということになっている。

## ロートデジアイ×初音ミク
プロモーションキャラクターとしてバーチャルシンガー「初音ミク」を起用。ミクとのコラボ製品は2014年7月に発売され、商品パッケージにミクのイラストが描かれている。このタイアップ企画に複合して、楽曲「ぶれないアイで」（作詞・作曲：Mitchie M）も制作されると、アプリ「デジアイAR」の利用によって、2014年8月3日以降、商品パッケージに印字されたQRコードから同楽曲のARライブが体験できる試みも成された。
ミクの左目が描かれたパッケージのほか、ミクの右目が描かれたものも発売された。